# Liste d'étoiles hypothétiques
Les astronomes envisagent l'existence d'étoiles hypothétiques. En voici une liste selon différents critères.

## Type d'étoiles théoriques
| Type                                                      | Description | Candidats                                                                                  | Notes |
| --------------------------------------------------------- | --- | ------------------------------------------------------------------------------------------ | --- |
| Blitzar                                                   | Étoile à neutrons avec une rotation suffisante pour empêcher l'effondrement en trou noir. |                                                                                            | |
| Étoile noire                                              | Étoile prédite par la théorie semi-classique de la gravité avec formation d'un trou noir, mais sans singularité gravitationnelle et sans horizon.                                                    | aucun                                                                                      | |
| Étoile à bosons                                           | Étoile ou objet astronomique fait de bosons, tels que photons ou gluons et non de matière conventionnelle (fermions).                                                                                | aucun                                                                                      | |
| Étoile électrofaible (en)                                 | La gravité est compensée par la pression de radiation due à l’anormalité chiralienne transformant les quarks en leptons.                                                                             | aucun                                                                                      | |
| Étoile de fer                                             | Un état dans le futur lointain (101500 années), quand toute la matière sera transformée en fer par effet tunnel (si le proton est assez stable).                                                     | hors propos                                                                                | L'univers n'est pas assez vieux.                                                                          |
| Étoile congelée                                           | Étoile ayant une température de 273 K (soit 0 °C) qui se formerait dans le futur lointain. | hors propos                                                                                | L'univers n'est pas assez vieux.                                                                          |
| Étoile noire (matière noire)                              | Supposé avoir existé au début de l'univers. | aucun                                                                                      | |
| Étoile d'énergie sombre (en)                              | Version alternative du trou noir. |                                                                                            | |
| Étoile noire (mécanique newtonienne)                      | Étoile théorique basée sur la mécanique newtonienne, ayant une gravité si forte que la lumière ne peut échapper.                                                                                     | aucun                                                                                      | Cette étoile ne peut pas exister, puisque la gravité selon Newton n'est pas correcte dans ces conditions. |
| Étoile de population III                                  | Étoiles sans métal ayant existé au tout début de l'Univers. | Un candidat observé indirectement dans le halo externe du quasar ULAS J134208.10+092838.61 | |
| Étoile de Planck                                          | Étoile dont la densité est égale à la densité de Planck. Elle est une alternative à la singularité centrale des trous noirs stellaires proposée dans le cadre de la gravitation quantique à boucles. | aucun                                                                                      | |
| Étoile à préons                                           | Étoile composée de préons. | aucun                                                                                      | |
| Étoile Q                                                  | Ou trou gris, étoile formée de neutrons, peu de lumière peut s'échapper. | V404 Cygni                                                                                 | |
| Étoile à quarks                                           | Étoiles composées de matière de quarks ou de matière étrange. | 3C 58, PSR B0943+10 (en), XTE J1739-285                                                    | |
| Fuzzball                                                  | Formulation du trou noir selon la théorie des supercordes. |                                                                                            | |
| Gravastar                                                 | Alternative au trou noir en excluant la singularité. |                                                                                            | |
| Naine bleue                                               | Naine rouge ayant presque épuisé son hydrogène. | hors propos                                                                                | L'univers n'est pas assez vieux.                                                                          |
| Naine noire                                               | État final d'une étoile, comme le Soleil, trop petit pour devenir un trou noir ou une étoile à neutrons, il lui faudra environ 1015 années pour atteindre cet état.                                  | hors propos                                                                                | L'univers n'est pas assez vieux.                                                                          |
| Objet ayant une magnétosphère à effondrement éternel (en) | Hypothèse alternative aux trous noirs. |                                                                                            | |
| Quasi-étoile                                              | Étoile du début de l'univers avec un trou noir au centre. | aucun                                                                                      | |
| Objet de Thorne-Zytkow                                    | Géante rouge ou supergéante rouge dont le cœur est devenu une étoile à neutrons. | U Aquarii                                                                                  | |
| Trou blanc                                                | L'opposé d'un trou noir, par lequel la matière rejaillit dans l'espace. |                                                                                            | |

## Quelques cas particuliers
| Nom           | Description                                                                               | Notes | Références |
| ------------- | ----------------------------------------------------------------------------------------- | ----- | ---------- |
| Némésis       | Hypothétique compagnon du Soleil proposé par Richard A. Muller en 1984.                   |       |            |
| 3 Cassiopeiae | Étoile observée par John Flamsteed, mais jamais revue par la suite.                       |       |            |
| 34 Tauri      | Étoile observée par John Flamsteed et qui s'est finalement avérée être la planète Uranus. |       |            |